# Ipswich
Ipswich /ˈɪpswɪtʃ/ é uma cidade e distrito não metropolitano que se situa no estuário do rio Orwell, em Suffolk, na Inglaterra. Em 2011 tinha  133 384 habitantes.